# Microdon flavofascium
Microdon flavofascium är en tvåvingeart som beskrevs av Charles Howard Curran 1925. Microdon flavofascium ingår i släktet myrblomflugor, och familjen blomflugor. Inga underarter finns listade i Catalogue of Life.